# (32805) 1990 SM3
1990 SM3 (asteroide 32805) é um asteroide da cintura principal. Possui uma excentricidade de 0.19918380 e uma inclinação de 3.67625º.
Este asteroide foi descoberto no dia 18 de setembro de 1990 por Henry E. Holt em Palomar.